# 847 Agnia
847 Agnia, asteroid glavnog pojasa. Otkrio ga je Grigorij Neujmin, 2. rujna 1915.

## Vanjske poveznice
- Minor Planet Center